# Maxime Brunfaut
Pour les articles homonymes, voir Brunfaut.
Maxime Brunfaut (Schaerbeek, 23 mai 1909 - Bruxelles, 22 septembre 2003) est un architecte et urbaniste belge.

## Carrière
Maxime Brunfaut (fils de l'architecte Fernand Brunfaut) fut maître d’œuvre de nombreux ouvrages à Bruxelles, plusieurs stations de métro bruxelloises dont Porte de Namur réalisée en émaux de Briare ou encore l’immeuble "Air Terminus" pour la Sabena, à proximité de la gare Centrale). C’est lui qui termina notamment la gare Centrale à Bruxelles à la mort de Victor Horta, dont il fut l’élève. Il a également réalisé le sanatorium "Joseph Lemaire" à Tombeek (Overijse) - construit en 1937, fermé en 1987 et à l'abandon depuis lors.
En 1937, il épouse la syndicaliste, féministe et pacifiste belge Émilienne Steux.
Maxime Brunfaut est aussi l’architecte de la Société Coopérative Germinal à Evere pour laquelle il réalisa 260 logements (1951), l’auteur de projets de bassin de natation (Kessel-Lo, 1956-1958) et d’écoles (dont l’École moyenne de l’État à Laeken, 1951).
Il participe aux plans du hall des départs de l'Aéroport de Bruxelles, l'"Aérogare 58", réalisé à Zaventem en collaboration avec Georges Bontinck de Gand et Joseph Moutschen de Liège en 1958.
Il conçut également en 1962 le siège du PSB au boulevard de l’Empereur, inauguré le 15 janvier 1964. Il participera plus tard à sa rénovation en 2001.

## Principaux travaux

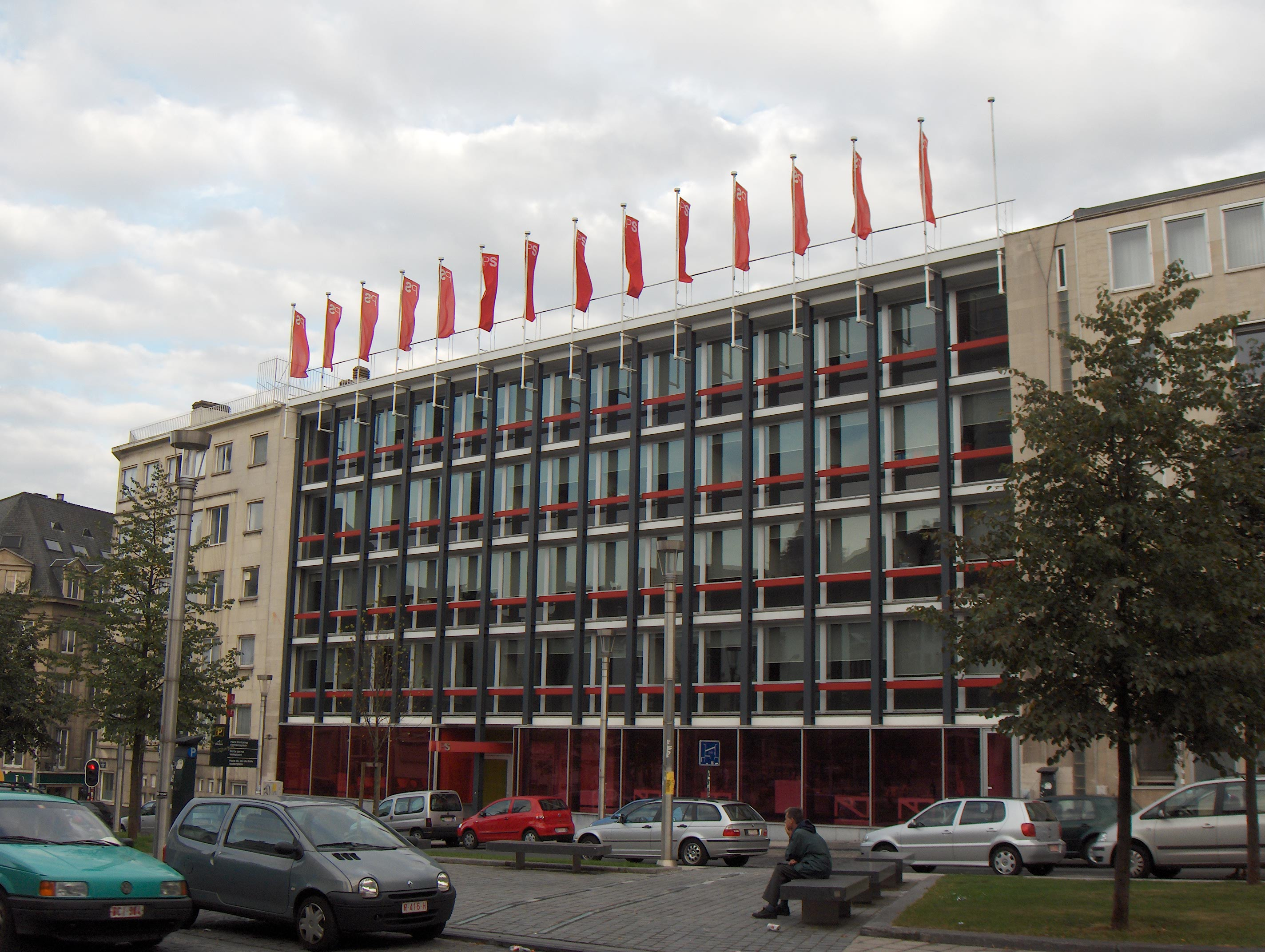
Secrétariat général du Parti socialiste belge à Bruxelles

- 1932 : Ancienne imprimerie du quotidien Le Peuple (avec Fernand Brunfaut)
- 1932 : Modernisation de la Prévoyance Sociale, square de l'Aviation à Anderlecht (avec Fernand Brunfaut)
- 1936-1952 : gare de Bruxelles-Central
- 1950-1955 : Cité sociale Germinal à Evere (71 maisons et 188 appartements de part et d'autre du boulevard Léopold III, à hauteur des avenues Constant Permeke et Henri Matisse).
- 1952 : gare de Bruxelles-Congrès.
- 1954-1958 : aérogare de l'aéroport de Bruxelles-National et Air Terminus de la Sabena en face de la gare centrale (boulevard de l'Empereur).
- 1964 : secrétariat général du Parti socialiste belge à Bruxelles
- 1970 : le bâtiment de la CGSP, place Fontainas à Bruxelles